# Octavian Știreanu
Octavian Știreanu (n. 25 iunie 1952, Costești, jud. Argeș) este un jurnalist și scriitor român.
Este absolvent al Facultăților de Matematică (Universitatea din Cluj-Napoca - 1975) și de Filosofie (Universitatea București - 1982).
A lucrat în presă începând cu 1979, la revistele Viața studențească și Amfiteatru (până în 1985) și, apoi, la revista Flacăra, până în 1990.
În acel an, Știreanu a readus în actualitatea presei românești sigla Azi, a revistei înființate de Zaharia Stancu în 1932, sub forma cotidianului pe care l-a fondat cu același nume și care apare începând din 11 aprilie 1990.
A fost membru fondator al Clubului Român de Presă, președinte executiv al Uniunii Ziariștilor Profesioniști din România, vicepreședinte al Asociației Presei Sportive din România, laureat al mai multor distincții ale breslei jurnalistice ș.a.m.d.
În plan al angajamentului public, Octavian Știreanu a fost membru PD din1996 până în 1998, când a demisionat din acest partid). Apoi, Octavian Știreani a devenit membru PSD (din 2000 până în 2008). A fost senator, secretar al Comisiei de Politica externă a Senatului României (1996-2000); deputat și, după scurt timp, Consilier prezidențial, coordonator al Departamentului de Politică Internă al Administrației Prezidențiale (2000-2004); deputat, Comisia de Politica Externă a Camerei Deputaților (2004-2008); secretar de stat în Ministerul Culturii, Cultelor și Patrimoniului Cultural Național (2009). Octavian Știreanu a demisionat din Camera Deputaților pe data de 10 decembrie 2000 și a fost înlocuit de deputatul Aurel Daraban. În legislatura 1996-2000, Octavian Știreanu a fost membru în grupurile parlamentare de prietenie cu Regatul Unit al Marii Britanii și Irlandei de Nord și Republica Bulgaria. În legislatura 2004-2008, Octavian Știreanu a fost membru în grupurile parlamentare de prietenie cu Republica Guineea, Republica Kazahstan și Republica Slovacă.
Este doctor în Științe politice, specializarea Relații Internaționale cu teza "Puterea din afara puterilor. Forța și vulnerabilitatea mass-media",  realizată sub îndrumarea Acad. Mircea Malița,  la Școala Națională de Studii Politice și Administrative. A scris mai multe cărți de publicistică.

## Publicații
- Cronici de echinox, Editura Scripta, 2001
- AMR 55 - atitudini politice, 2009 [1][2]
- Volumele de antologie publicistică - "Iubind visul", "Izbânda frunții", "Prezentul de mâine"
- Volumele "Cronici din vremea marii evaziuni politice" - "Pacea pierdută", "Dezbinatorul", "Politica urii"
- http://www.eazi.ro/ Arhivat în 29 octombrie 2014, la Wayback Machine.